# Thesium longiflorum
Thesium longiflorum är en sandelträdsväxtart som beskrevs av Hand.-mazz.. Thesium longiflorum ingår i släktet spindelörter, och familjen sandelträdsväxter. Inga underarter finns listade i Catalogue of Life.